# 尚紅
尚 紅（しょう こう、1960年10月 - ）は、中華人民共和国の性病科医学者。専攻は後天性免疫不全症候群。中国工程院院士。現職は中国医科大学副学長、第一臨床学院（付属第一病院）院長、医学検査国家臨床医学研究中心主任。

## 経歴
1960年10月、遼寧省で生まれる。尚紅は中国医科大学を卒業した。2008年に中国人民政治協商会議第11回全国委員会委員に当選。2018年1月に中国人民政治協商会議第13回全国委員会委員に当選。

## 栄典
- 2019年11月22日、中国工程院院士[3]。